# Comité Selecto del Senado sobre Inteligencia
El Comité Selecto del Senado sobre Inteligencia, también conocida por las siglas SSCI (del inglés Senate Select Committee on Intelligence) es un comité permanente selecto del Senado de Estados Unidos dedicado a supervisar la Comunidad de Inteligencia de los Estados Unidos (formado por las agencias y oficinas del Gobierno Federal de Estados Unidos que proveen información y análisis a los líderes de la ramas ejecutivas y legislativas del estado Ej. NSA, CIA, NGA).
Junto con la Comisión Permanente Selecta sobre Inteligencia de la Cámara de Representantes (sucesor del llamado Comité Pike) son los comités parlamentarios permanentes que implementan el sistema de control de la inteligencia americana.
Sus competencias están reguladas estatutariamente por el Acta de Inteligencia Nacional de 1980.

## Historia
Fue creado en 1976. Su predecesor fue el Comité Church creado en 1975 a raíz del escándalo Watergate y las acusaciones de acciones de la CIA en el Chile de Salvador Allende

## Miembros
El comité está integrado por 15 miembros. Su permanencia es temporal y rotatoria entre los miembros de la cámara. 
Ocho de los asientos están reservados para uno de la mayoría y otro de la minoría de cada uno de los siguientes comités: Créditos, Servicios Armadas, Relaciones Exteriores y el judicial. De los siete restantes, cuatro son miembros de la mayoría, y tres son miembros de la minoría. Además, el líder de la mayoría y la líder de la minoría no tienen derecho a voto. Por tanto tenemos 8 de la mayoría y 7 de la minoría.